# Boeing E/A-18G Growler
Il Boeing E/A-18G Growler ("ruggente" in inglese) è un aereo imbarcato bimotore a getto sviluppato per la guerra elettronica progettato dall'azienda statunitense Boeing negli anni duemila.
L'aereo ha sostituito il precedente EA-6B Prowler come aereo da guerra elettronica nella United States Navy, la marina militare degli Stati Uniti.

## Storia del progetto
Tra la fine del XX secolo ed i primi anni 2000 la US Navy, visto l'approssimarsi della fine della vita operativa dell'EA-6B Prowler, cominciò a valutare l'opportunità di richiedere lo sviluppo di un nuovo modello destinato a sostituirlo nel servizio imbarcato su portaerei. Per soddisfare tale esigenza la Boeing sottopose alla valutazione della marina l'opportunità di sviluppare un modello derivato dalla versione biposto del F/A-18F Super Hornet di cui manteneva la stessa cellula con alcune modifiche, come la sostituzione del cannone con apparecchiature elettroniche, al fine di abbattere sensibilmente i costi di sviluppo ed eventuale produzione. La US Navy si dichiarò interessata ed il programma ebbe inizio con la pianificazione della costruzione di un prototipo a scopo di valutazione.
Il 15 novembre 2001 la Boeing completò con successo il primo volo dimostrativo del suo F/A-18F "F-1", modello di transizione equipaggiata con un sistema ALQ-99 per la guerra elettronica destinato al progetto EA-18 Airborne Electronic Attack (AEA). Nel dicembre 2003 la US Navy sottoscrisse un contratto quinquennale per il system development and demonstration (SDD), ovvero un programma di sviluppo e dimostrazione in ambito operativo, del EA-18G..
In seguito la marina sottoscrisse un contratto per i primi quattro esemplari di serie nel luglio 2006.
Il prototipo venne portato in volo per la prima volta il 15 agosto 2006 completando con successo il previsto programma di test preliminare, seguito dalla consegna dei primi due esemplari di preproduzione destinati all'USN rispettivamente nel settembre e nel novembre di quello stesso anno. Il primo esemplare di produzione in serie venne consegnato alla USN nel settembre 2007.

## Tecnica
Il Growler, come il Super Hornet da cui deriva, è un bimotore biposto ad ala trapezoidale pieghevole per limitare l'ingombro a bordo delle portaerei dotato di impennaggio a doppia deriva divergente.
I motori General Electric F-414-GE-400 hanno le prese d'aria “a scatola” ai lati della fusoliera.
Il carrello d'atterraggio è di tipo triciclo anteriore con attacco per la catapulta di lancio, mentre per l'appontaggio è dotato di un gancio d'arresto sotto alla coda.
La maggior parte dei sistemi di bordo e le prestazioni del velivolo sono uguali a quelle del Super Hornet: questo è un considerevole vantaggio nelle pianificazione ed esecuzione delle missioni di scorta SEAD rispetto al Prowler, che aveva prestazioni inferiori agli aerei da scortare.
L'equipaggio, costituito dal pilota e dall'operatore dei sistemi (Weapon System Officer, WSO), occupa un abitacolo in tandem su sedili eiettabili e dispone anche di comandi HOTAS (Hand On Throttle and Stick), per controllare i principali sistemi dell'aereo tramite comandi posti sulla cloche e sulle leve di comando dei motori, e HMCS (Helmet Mounted Cueing System), per asservire il puntamento delle armi e sensori al movimento della testa.

### Avionica
La maggior parte dei sistemi avionici di bordo, incluso il radar Active Electronically Scanned Array (AESA) APG-79, sono identici a quelli installati sul Super Hornet.
Per il proprio ruolo principale di guerra elettronica, il Growler è dotato di:
- Ricevitore ALQ-218(V) 2 (evoluzione di quello del Prowler), ricevitore multibanda montato all'interno dello spazio in origine destinato al cannone Vulcano e nei pod alle estremità alari, capace di selezionare e gestire le emissioni in arrivo.[9]
- CCS (Communication Countermeasures Set) ALQ-227, che è in pratica la versione digitale dell'USQ-113 del Prowler, impiegato per disturbo delle emissioni radio.[9]
- CMDS (Counter Measures Dispenser System) AN/ALE-47 per lancio di chaff e flare.
- Sistema di trasmissione dati criptato Link 16

Per le missioni di guerra elettronica il Growler può trasportare ai piloni alari e ventrale fino a cinque pod AN/ALQ-99 (gli stessi utilizzati dal sui predecessore, l'EA-6B Prowler), che permette di irradiare in una vastissima gamma di frequenze. Proprio questi ultimi pod sono fonte di non pochi problemi. Retaggio del Prowler, essi sono oggetto di frequenti malfunzionamenti, tant'è che, all'inizio, venivano volate missioni di due velivoli, per poi passare ad uno solo, tenendo il secondo di riserva, in caso di malfunzionamento dei pod del primo. Inoltre l'ALQ-99 interferisce con il radar AESA, riduce con la sua ingombrante massa la velocità a mach 0,95, per questo motivo l'US Navy ha iniziato alcuni programmi per nuovi pod per sostituirlo.

### Armamento
Il Growler, come il Super Hornet, ha tre piloni sotto ogni semiala e tre stazioni di carico sotto alla fusoliera, una centrale e le altre ai lati, mancano invece le rotaie lanciamissili alle estremità delle ali, sostituite da carenature contenenti apparecchiature da guerra elettronica, anche il cannone M61 Vulcan nel muso è stato rimosso per lo stesso motivo.
Il Growler per le missioni SEAD di tipo "hard kill", cioè la distruzione fisica dei radar della contraerea, è dotato di missili AGM-88 HARM, come il Prowler ICAP III.
Il Growler può essere equipaggiato anche con missili aria-aria AIM-120 AMRAAM per autodifesa o altre missioni aria-aria, inoltre può compiere missioni di attacco al suolo con bombe guidate plananti AGM-154 JSOW (Joint Stand-Off Weapon) per cui è un aereo molto più versatile del suo predecessore.

## Impiego operativo
Nel febbraio 2011 il VAQ-141 Shadowhawk di base sulla NAS (Naval Air Station) Whidbey Island nello Stato di Washington è stato dichiarato operativo.
In seguito è stato imbarcato sulla portaerei classe Nimitz USS George H. W. Bush per la prima crociera operativa del Growler.
La George Bush, dopo avere partecipato ad esercitazioni nell'Oceano Atlantico, ha raggiunto l'Oceano Indiano dove ha iniziato a partecipare alle operazioni New Dawn in Iraq e Enduring Freedom in Afghanistan.
A queste operazioni già prendevano parte alcuni EF-18G del VAQ-132 Scorpions, primo squadron operativo su Growler, rischierati in Iraq sulla base di Al Asad.
In queste operazioni i Growler sono impiegati prevalentemente per disturbare le comunicazioni nemiche.
In seguito alcuni aerei del VAQ-132 sono stati trasferiti sulla Base aerea di Aviano per partecipare all'operazione Unified Protector in Libia.

## Livree

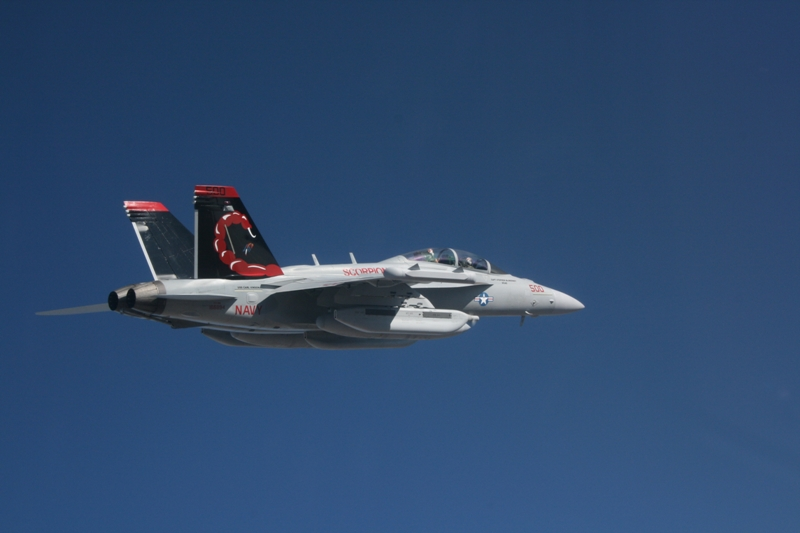
Un EA-18G Growler (BuNo 166894) dell'Electronic Attack Squadron 132 (VAQ-132) "Scorpions" in volo. Questo è stato anche l'aereo del "Carrier Air Wing Commander (CAG)" (il comandante di stormo della portaerei).

Il Growler ha la stessa livrea del Super Hornet basata su due diverse tonalità di grigio, grigio medio FS36320 sulle superfici superiori e grigio-azzurro chiaro FS36375 sulle superfici laterali ed inferiori.
Questa livrea è molto simile a quella applicata agli F-15 Eagle dell'USAF e dell'Eurofighter Typhoon.

## Versioni
- E/A-18G: versione biposto di base.

## Utilizzatori
Stati Uniti
- United States Navy

160 E/A-18G in servizio al luglio 2019.
- - VAQ-129
  - VAQ-130
  - VAQ-132
  - VAQ-135[12]
  - VAQ-138
  - VAQ-141
  - Naval Strike and Air Warfare Center
- United States Air Force
  - 390th Electronic Combat Squadron

addestra gli ufficiali di guerra elettronica per i reparti della US Navy.
 Australia
- RAAF

12 esemplari ordinati nel 2013. Tutti consegnati al luglio 2017. Il 30 settembre 2021, un nuovo esemplare è stato ordinato per rimpiazzare un aereo perso a gennaio 2018. L'aereo di rimpiazzo è stato consegnato il 31 gennaio 2023.